# スティーヴ・ジェームズ (俳優)
スティーヴ・ジェームズ（Steve James、1952年2月19日 - 1993年12月18日）は、アメリカ合衆国の俳優。

## 出演作品
- ザ・マンティス
- バーニーズ2
- マクベイン
- ストリート・ハンター／狼が眠る街
- レッドコブラ
- アイランド・チェイサー／孤島の秘宝 （ピート）
- C.A.T.スクワッド2/国際テロパイソン・ウルフの挑戦状
- ゴールデン・ヒーロー 最後の聖戦
- ジョニー・ビー・グッド
- アメリカン忍者2／殺人レプリカント
- C.A.T.スクワッド／対ゲリラ特別襲撃班
- 地獄の遊戯
- P.O.W.　地獄からの脱出
- アメリカン忍者
- L.A.大捜査線／狼たちの街
- デルタ・フォース
- ブラザー・フロム・アナザー・プラネット
- エクスタミネーター（マイケル・ジェファーソン）